# Bischofia javanica

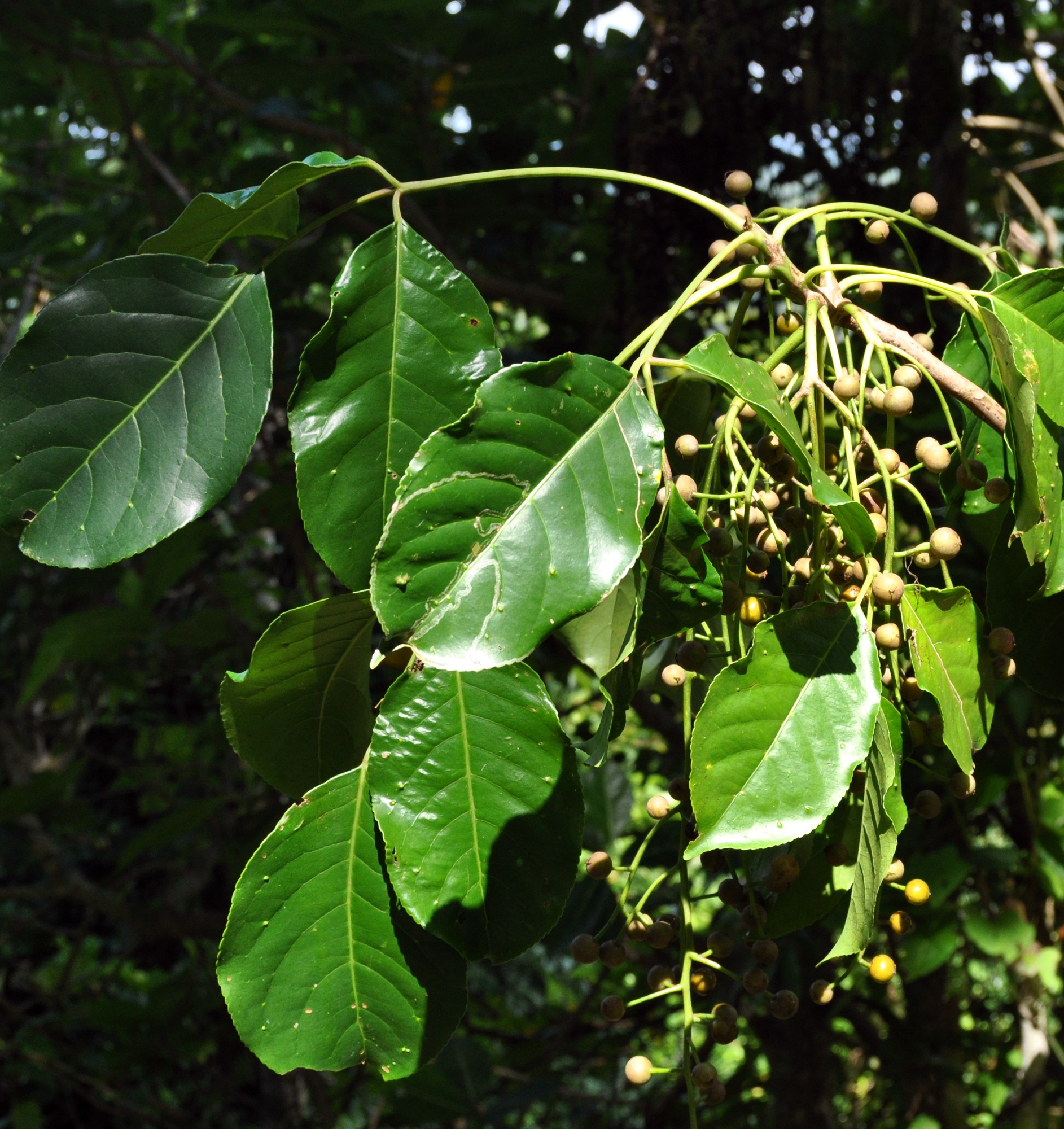
Fruchtstand und Blätter

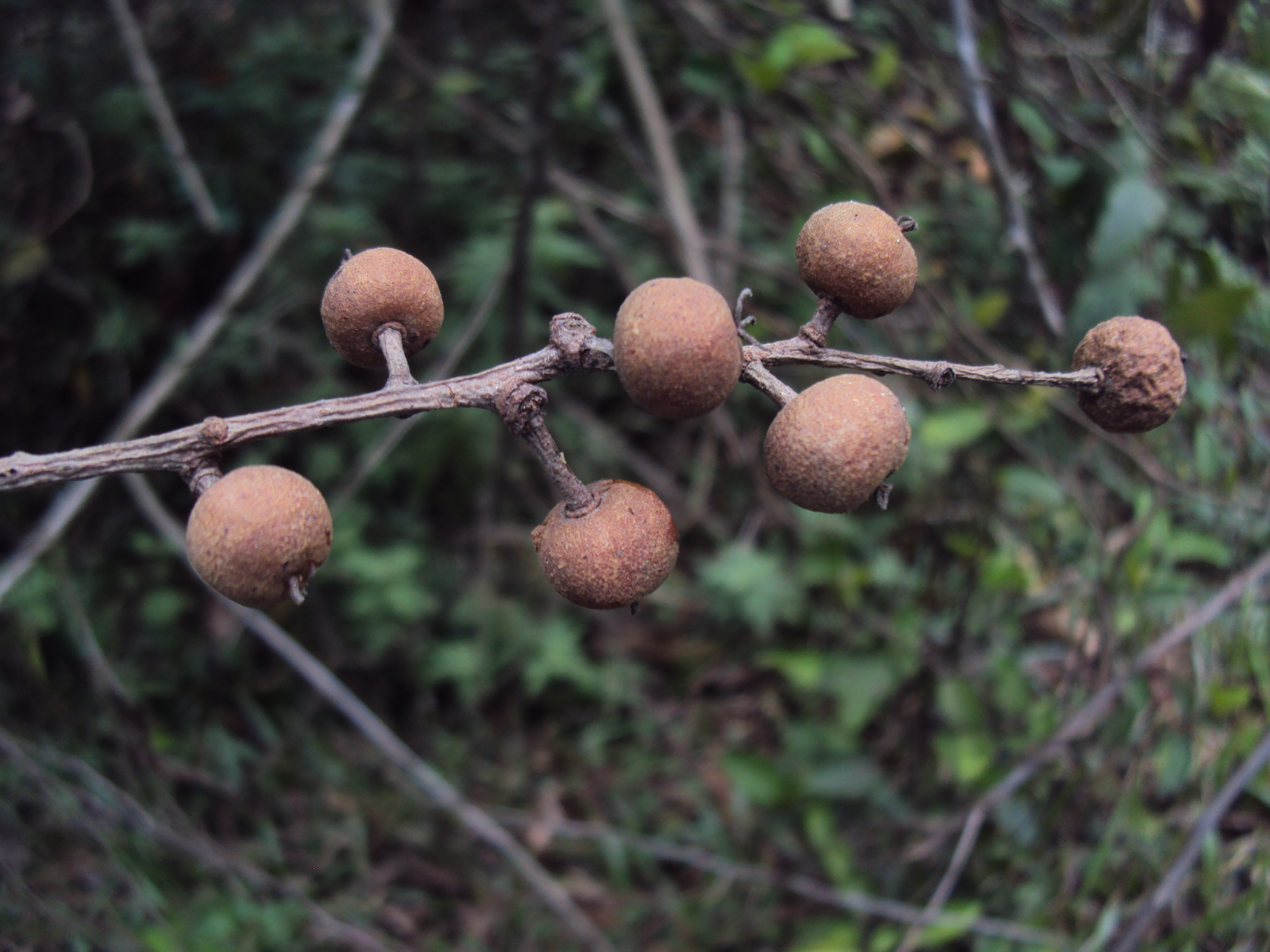
Früchte

Bischofia javanica ist eine von zwei Pflanzenarten der Gattung Bischofia in der Familie der Phyllanthaceae. Sie kommt in Südostasien bis Bangladesch, Indien, Pakistan und Nepal sowie in Südchina vor.

## Beschreibung

### Vegetative Merkmale
Bischofia javanica wächst als schnellwüchsiger, meist halbimmergrüner oder laubabwerfender Baum, mit dichter, ausladender Krone, bis etwa 35–40 Meter oder etwas mehr hoch. Der Stammdurchmesser erreicht 80–170 Zentimeter oder mehr. Manchmal werden hohe Brettwurzeln oder oft Wurzelanläufe gebildet. Der Baum führt ein rötliches Exsudat und bildet eine Pfahlwurzel aus. Die grau-, bis rot-bräunliche, relativ dünne Borke ist leicht rissig und feinschuppig bis streifig abblätternd.
Die langstieligen Laubblätter an den Zweigenden sind meist dreizählig und schraubig angeordnet. Der Blattstiel ist etwa 7–18 Zentimeter lang. Die am Rand ganzen bis meist gesägten oder gekerbten und gestielten, meist fast kahlen, leicht ledrigen bis papierigen Blättchen sind eiförmig bis verkehrt-eiförmig. Sie sind an der Spitze zugespitzt bis geschwänzt und etwa 7–16 Zentimeter lang. An den 1–6 Zentimeter langen Blättchenstielen können oben kleine Drüsen vorhanden sein. Es sind abfallende Nebenblätter vorhanden.

### Generative Merkmale
Bischofia javanica ist zweihäusig diözisch. Es werden achselständige, langstielige und vielblütige, manchmal etwas behaarte Rispen gebildet. Es sind an den Seitenachsen und bei den Blüten abfallende Tragblätter vorhanden. Die eingeschlechtlichen, kleinen und gestielten Blüten sind fünfzählig mit einfacher Blütenhülle, die Kronblätter fehlen. Der Blütenstiel ist an einem „Gelenk“. Die Kelchblätter sind außen leicht feinhaarig und in den männlichen Blüten löffelförmig und anfangs gelblich, später grünlich, in den weiblichen sind sie schmal-eiförmig, zugespitzt und früh abfallend. Bei den männlichen Blüten ist ein oben lappig-scheibenförmig gestutzter Pistillode und 5 freie, kurze Staubblätter vorhanden. Bei den weiblichen Blüten ist ein oberständiger, mehrkammeriger Fruchtknoten, mit sehr kurzem Griffel mit drei langen, zurückgelegten Narbenästen und kleine Staminodien vorhanden.
In hängenden Fruchtständen werden mehrsamige, rundliche und erst orange bis rötlich und zur Reife bräunliche oder rotbraun, ledrige, fleischige, feinwärzliche bis schorfige Steinfrüchte mit Narbenresten an der Spitze gebildet. Sie sind etwa 1–1,5 Zentimeter groß und enthalten 3–6 etwas abgeflachte, etwa 4–5 Millimeter große, etwa halbmondförmige, feinstreifige und orange-braune Samen (Pyrene). Das Fruchtfleisch ist weißlich und leicht saftig.

## Verwendung
Die sauren Früchte und die Samen sind essbar. Die jungen Blätter werden als Gemüse oder Salat verzehrt.
Aus der tanninhaltigen Rinde werden Farbstoffe gewonnen.
Das recht schwere und mäßig beständige, schlecht behandelbare, rotbraune Holz wird für verschiedene Anwendung genutzt. Es ist bekannt als Bishopwood oder Java cedar. Frisches Holz riecht nach Essig.